# Stazione di Hoeryong
La stazione di Hoeryong (회룡역 - 回龍驛, Hoeryong-yeok) è una stazione ferroviaria della città di Uijeongbu, nella provincia del Gyeonggi a nord di Seul, servita dalla linea 1 della metropolitana di Seul e dalla metropolitana leggera di Uijeongbu, soprannominata U Line.

## Linee e servizi
Korail
● Linea 1 (ufficialmente, linea Gyeongwon) (Codice: 112)
Uijeongbu Light Rail
● U Line (Codice: U111)

## Struttura
La stazione Korail è realizzata in superficie, con due binari di corsa e due marciapiedi laterali. Il mezzanino, sopra il piano del ferro, è utilizzato anche dalla metropolitana leggera.
Stazione Korail
| 1 | ■ Linea Gyeongwon | per Uijeongbu, Dongducheon e Soyosan             |
| 2 | ● Linea 1         | per Cheongnyangni, Seul, Yongsan, Guro e Incheon |

Stazione U Line
| Dir. Balgok  | ● U Line | per Balgok                                       |
| Dir. Tapseok | ● U Line | per Uijeongbu, Uijeongbu Centro, Dongo e Tapseok |

## Stazioni adiacenti
| «         | Servizio | »         |
| Linea 1   | Linea 1  | Linea 1   |
| --------- | -------- | --------- |
| Uijeongbu | Locale   | Mangwolsa |
| Uijeongbu | Espresso | Dobongsan |
| U Line    |          |           |
| Balgok    | Locale   | Beomgol   |